# Циклопы

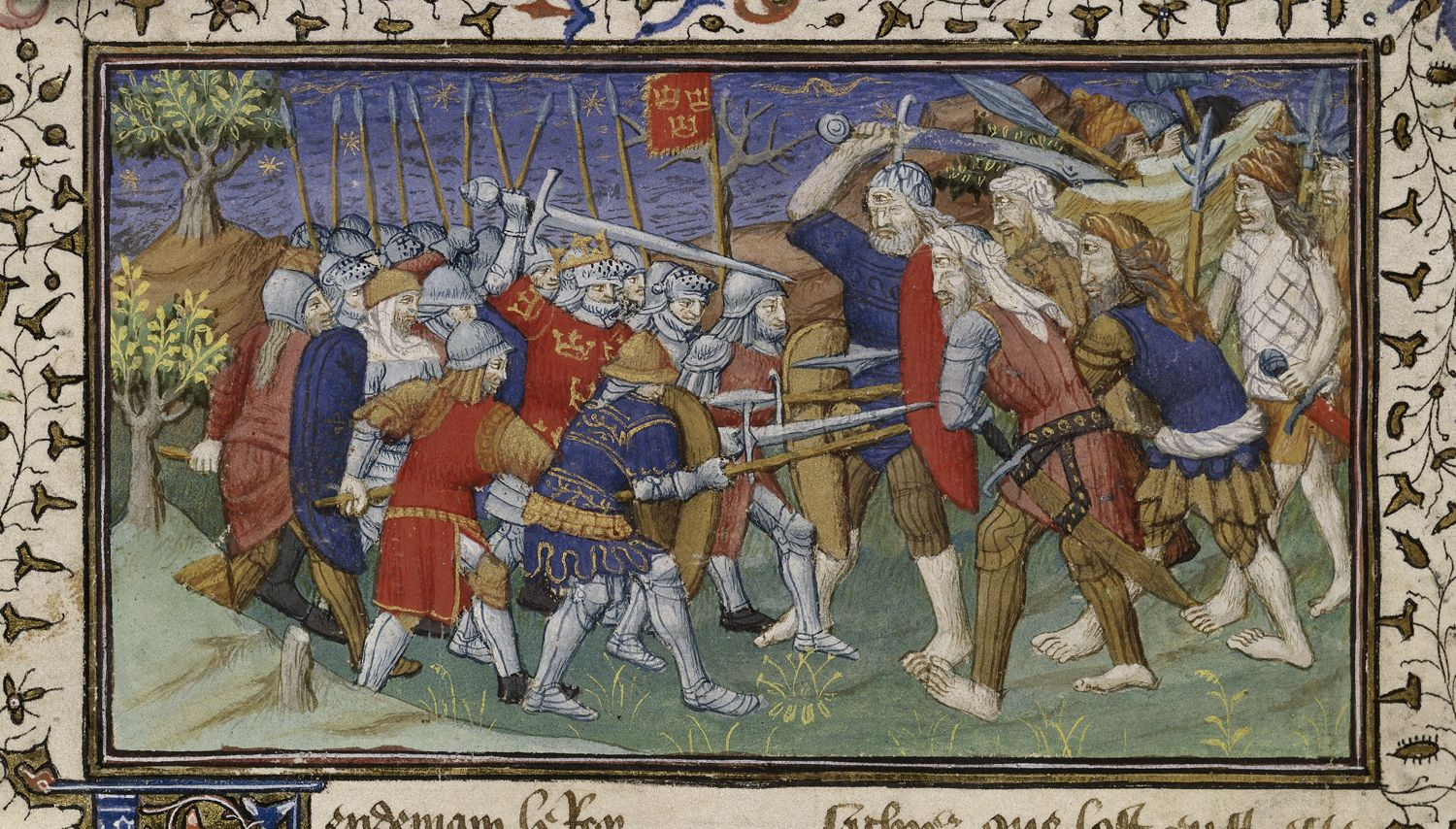
Битва Александра Македонского с циклопами, французская миниатюра около 1420 года.

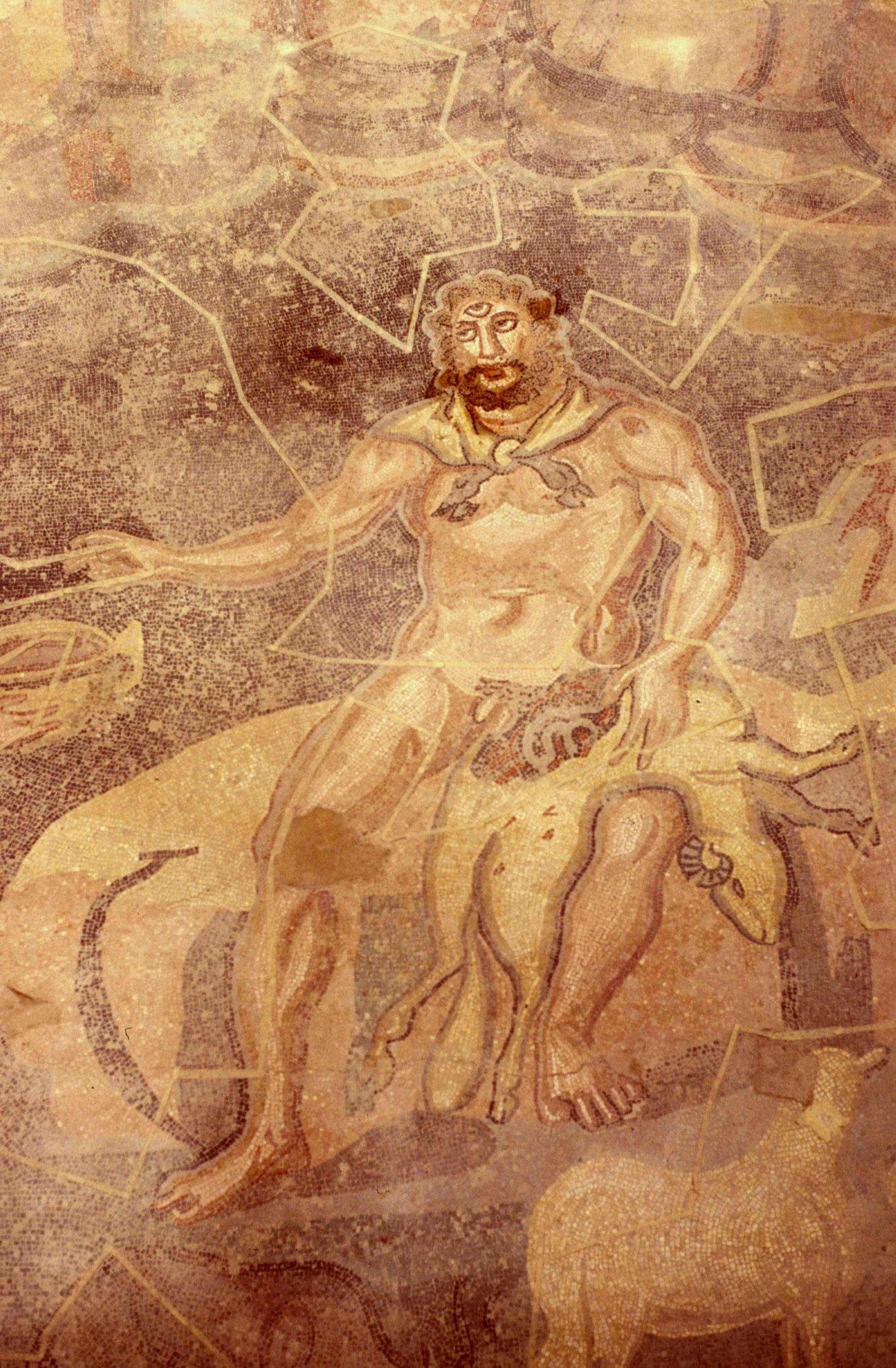
Полифем. Римская мозаика из Вилла дель-Касале близ Пьяцца-Армерина (Сицилия). IV в. н. э.

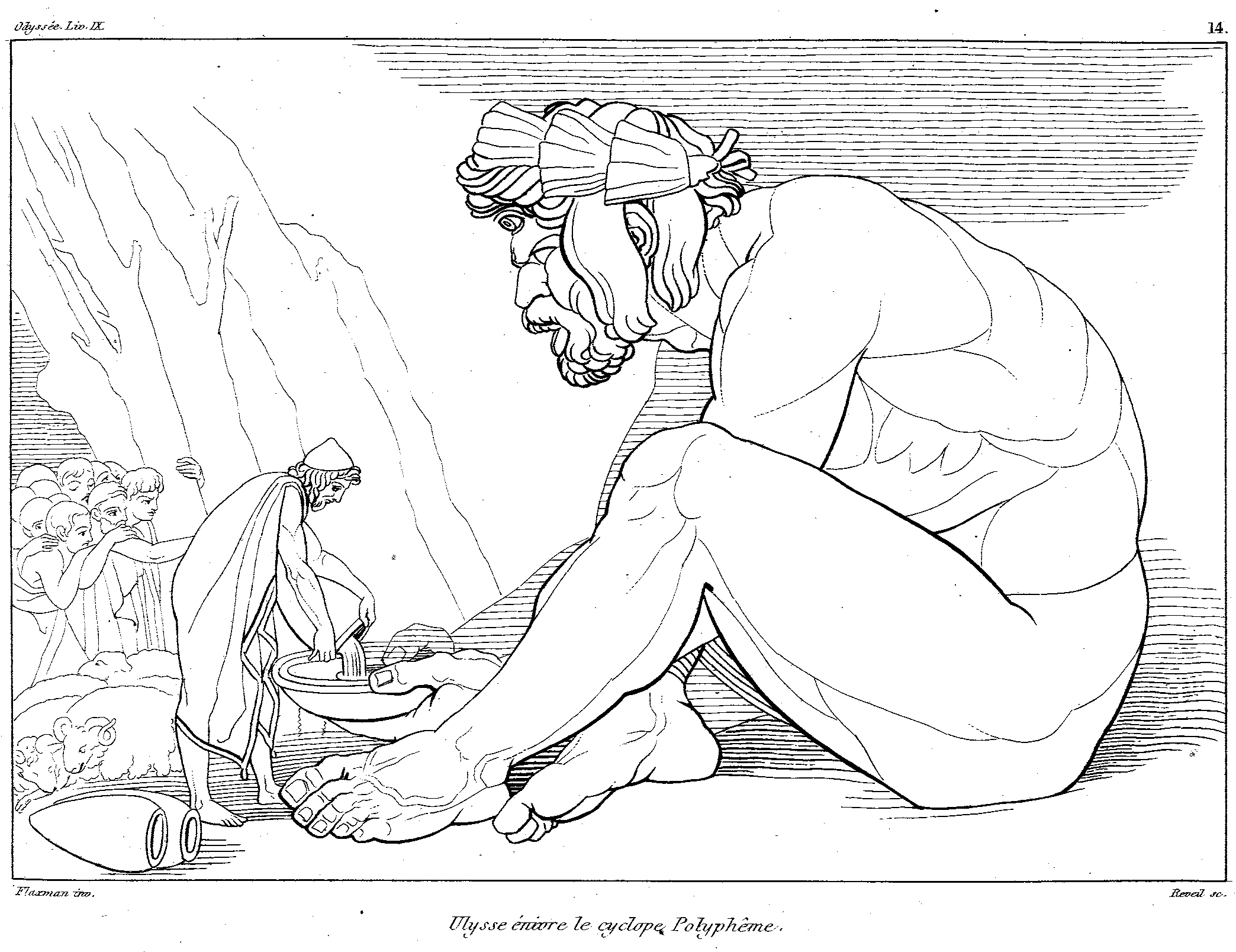
Одиссей и циклоп Полифем. Рис. Джона Флаксмана, 1810 г.

Цикло́пы или киклопы («круглоглазые», от др.-греч. κύκλος — «круг» и όψις  — «глаз») — в древнегреческой мифологии группы персонажей, в разных версиях божественные существа (дети Геи и Урана) либо отдельный народ.

## Старшие циклопы
Циклопы — три одноглазых великана, порождение Геи и Урана: Арг (др.-греч. Ἄργης, «Сияющий»), Бронт (Βρόντης, «Громовой») и Стероп (Στερόπης, «Сверкающий»).
Сразу после рождения циклопы были связаны и сброшены отцом в тартар. Они были освобождены титанами после свержения Урана, но вновь закованы Кроносом.
Когда Зевс начал борьбу с Кроносом за власть, он, по совету их матери Геи, вывел циклопов из Тартара, чтобы те пришли на помощь олимпийским богам в войне против титанов. Циклопы выковали Зевсу перуны (громы и молнии), которые тот метал в титанов. Аиду они выковали шлем, а Посейдону трезубец, научили Гефеста и Афину ремеслам.
После окончания титаномахии циклопы продолжали служить Зевсу — ковать оружие Громовержца. Бронт и Стероп упоминаются кующими железо в гроте Гефеста.
У Нонна Бронт и Стероп упоминаются среди циклопов — участников индийского похода Диониса. Бронт ранит Дериадея. Каллимах упоминает, что Бронт на своих коленях лелеял девочку Артемиду.
Согласно Гелланику, персонаж Циклоп — сын Урана.
Пирагмон (Пиракмон) — один из циклопов, кузнец в гроте Гефеста.

### Гибель циклопов
Циклопов перебил Аполлон после того, как Зевс поразил перуном сына Аполлона Асклепия (а этот перун выковали именно циклопы). Либо это был перун, убивший Фаэтона. По Ферекиду, Аполлон убивает детей циклопов.
Их место в кузнице перунов занял Гефест. Согласно Овидию, они (Бронт, Акмонид и Стероп) живут на Сицилии. Жертвенник циклопов был в Коринфе.

## Народ циклопов
По одной из версий, отражённой у Гомера в Одиссее, циклопы составляли целый народ. Среди них наиболее известен свирепый сын Посейдона Полифем, которого Одиссей лишил единственного глаза. Этот сюжет используется в сатировских драмах Аристия и Еврипида.
Также одноглазым считался скифский народ аримаспов. Существует изображение семитского одноглазого демона из Арслан-Таша.

## Происхождение мифа

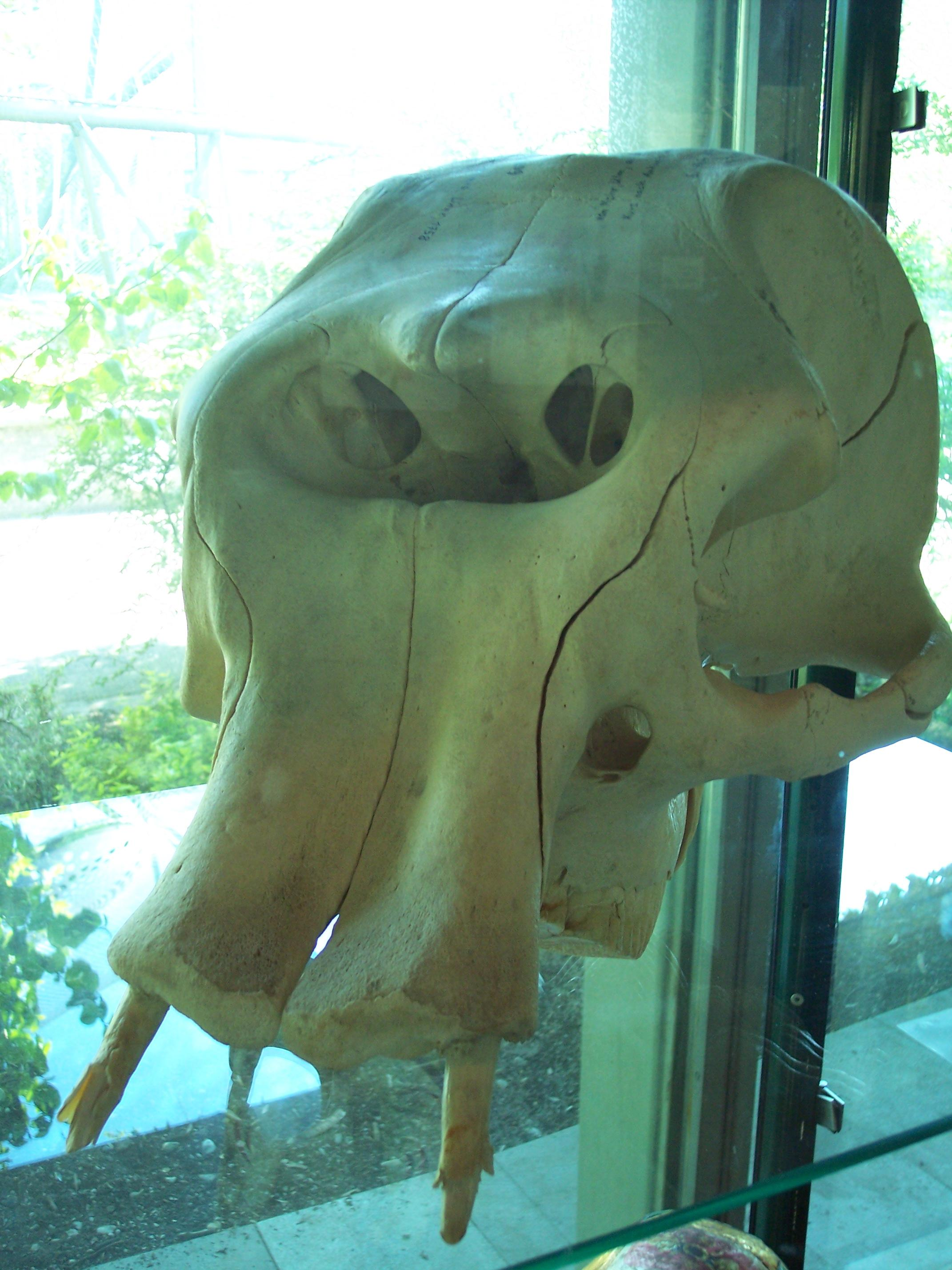
Череп мальтийского карликового слона на выставке Геллабуннского зоопарка в Мюнхене, Германия.

Палеонтолог Отенио Абель в 1914 году предположил, что находки в древности черепов карликовых слонов стали причиной рождения мифа о циклопах, поскольку центральное носовое отверстие в черепе слона могло быть принято за гигантскую глазницу. Любопытно, что встречались эти слоны именно на средиземноморских островах Кипр, Мальта (Гхар-Далам), Крит, Сицилия, Сардиния, Киклады и Додеканес.
По другой версии, прообразом циклопов могли стать полудикие племена пастухов, обитавшие на тех же островах.
Упоминания циклопов как кузнецов могут быть связаны с тем, что древние кузнецы носили повязку на один глаз в целях защиты от искр и раскалённых частиц металлов.
Так как слоны были известны древним грекам (применялись в армиях Александра Македонского, Ганнибала, Пирра), источником мифа, как вариант, могли стать находки более крупных и хуже сохранившихся черепов мамонта в древней Европе.

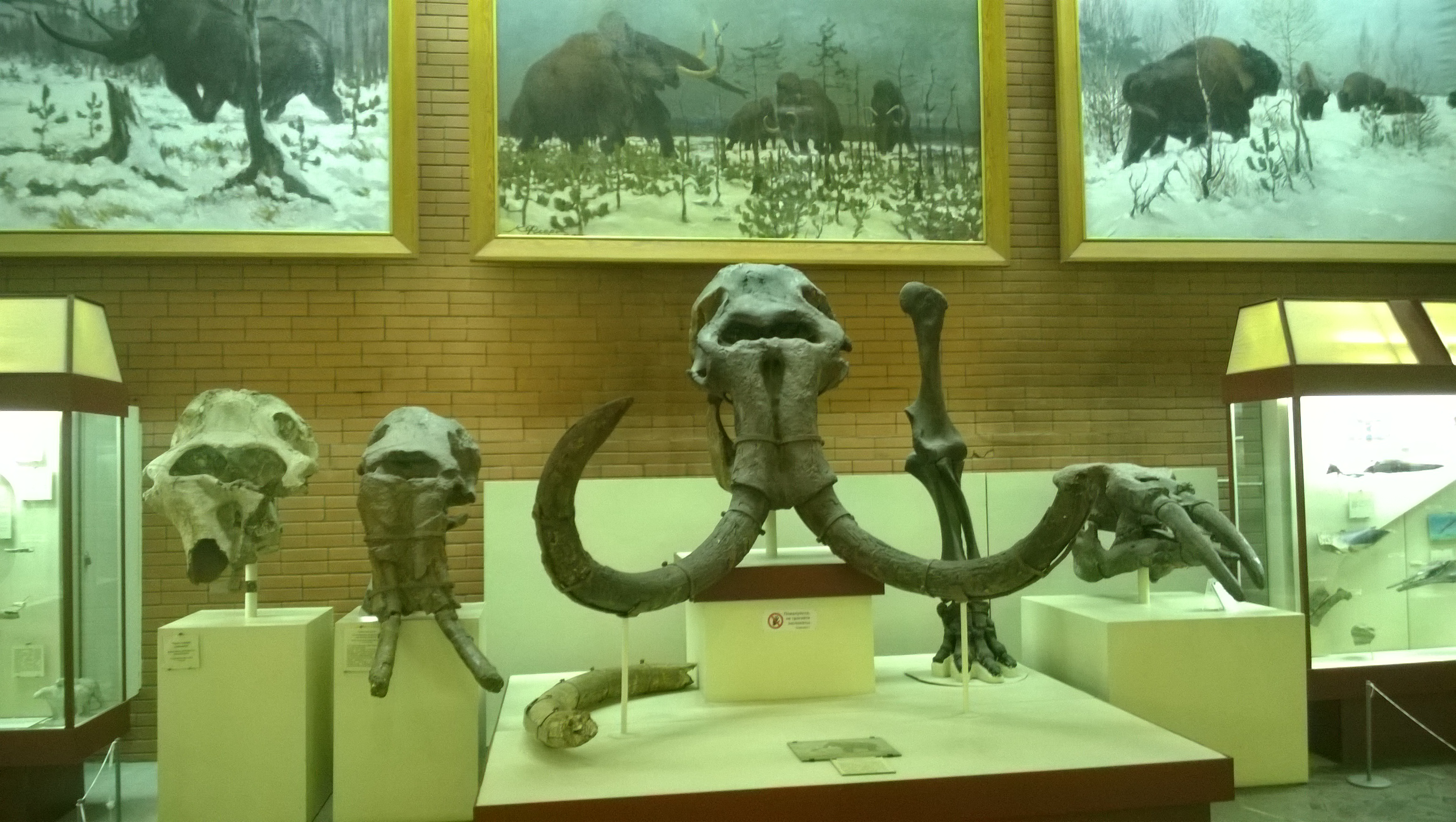
Черепа мамонтов (легенда о циклопе)

## Одноглазые персонажи в других мифологиях
- Цзянь (птица), птица в китайской мифологии с одним оком и одним крылом. Пара таких птиц зависела друг от друга и была неразделима.
- Балор, ирландская мифологическая фигура. Мог убивать взглядом своего единственного ока. Ему было предвещано, что он будет убит своим внуком, поэтому он пытался сделать так, чтобы его внуки были убиты. Однако один из них, Луг, выжил и убил его на второй битве при Маг Tuiredh.
- Один, Всеотец, отец богов германского пантеона, отдавший глаз великану Мимиру в обмен на доступ к водам источника всеобщей мудрости.
- В тюркской, в том числе в казахской, турецкой и азербайджанской мифологии, идущей из общеогузской Книги моего деда Коркута, встречаются одноглазые существа, в том числе великан (дэв) Тепегёз («тепе» в переводе с тюркских языков означает «темя», а «гёз» — «глаз»). Рассказ о нём сводится к тому, что Тепегёз загоняет человека в пещеру, своё логово, собираясь съесть, но человек ослепляет его, вонзив в единственный глаз острие, и выбирается из пещеры, накинув на себя овечью шкуру. Это элементы мифа об Одиссее и Полифеме[27].
- В якутской Олонхо фигурируют абасы́ — злые одноглазые духи верхнего, среднего и нижнего миров, живущие своими племенами и родами, со своим хозяйством[28]. Они имеют облик человека ростом с лиственницу[29].
- В эвенкийской мифологии фигурирует чулугды — одноглазое и одноногое человекоподобное чудовище, нередко огромного роста.
- В таджикской мифологии среди великанов упоминается «Дев» (см. дивы или дэвы) или «Деви-якчишма» как одноглазый циклоп. Этот Дев живёт в горах, и спит он с открытым глазом.
- Hitotsume-kozō, чудища (obake) в японском фольклоре. У них был только один глаз посреди лба.
- Хаген или Хёгни, Högni, бургундский воин в немецком и скандинавском фольклоре (легенде), иногда[где?] описываемый как одноглазый.
- Лихо — воплощение злой судьбы и неудач в славянской мифологии. Лихо одноглазое (одноглазенькое) — в русской мифологии дух зла, несчастья, персонификация горя. Лихо и похоже на человека, и заметно отличается от него. Лихо предстаёт либо как одноглазый великан, либо как высокая страшная худая женщина с одним глазом. Когда рядом с человеком находится Лихо — его начинают преследовать самые разные несчастья. Часто Лихо привязывается к такому человеку и всю жизнь терроризирует его. В записанной А. Н. Афанасьевым сказке «Лихо одноглазое» — Лихо описана как одноглазая дикая женщина-людоед; она была ослеплена человеком, которого хотела съесть. Предположительно образ пришёл из мирового фольклора из мифа о циклопе Полифеме и Одиссее[30].
- Ojáncanu, одноглазый гигант с длинной бородой и рыжими волосами в кантабрийской мифологии, который являлся воплощением зла и жесткости.
- Псоглав, одноглазый монстр с головой собаки в сербской мифологии.

## В литературе
В художественной литературе распространено использование латинизма «циклопы». Слово «циклоп» появилось в русском языке из переводов древнегреческих мифов с латинского. Например, у Пушкина есть стихотворение «Циклоп» и в школьных учебниках по литературе для 6-го класса даётся рассказ «Одиссей на острове циклопов» (в переводе с древнегреческого В. Жуковского). В специализированной и исторической литературе при описании древнегреческих мифов в основном используют непосредственный грецизм «киклопы».

## В кино
- Седьмое путешествие Синдбада
- Циклоп
- Гнев титанов
- Перси Джексон и Море чудовищ
- Одиссей